# Hoelderlin
Hoelderlin ist eine deutsche Rock-Band, die in Wuppertal von 1970 bis 1981 in verschiedenen Formationen bestand und seit 2005 wieder gemeinsam auftritt. Ihre Musik entwickelte sich vom Folkrock zum Progressive Rock. Sie setzten auch klassische Instrumente wie Cello, Viola und Querflöte ein.

## Geschichte
Die Brüder Christian und Andreas von Grumbkow gründeten 1963 die Beatband The Beatkids. 1965 formierten sie mit ihrem jüngeren Bruder Joachim die Action Issue Blues Band. 1970 begannen Christian und Joachim, gemeinsam mit der Sängerin und Tänzerin Nanny de Ruig, Folkrock im Stil damals erfolgreicher englischer und amerikanischer Gruppen zu spielen. Ab November 1970 nannte sich die Formation Hoelderlin. Aus einer ursprünglich wechselnden Gruppe von Begleitmusikern stießen Christoph Noppeney, Peter Käseberg und Michael Bruchmann zur ersten festen Besetzung der Band:
- Nanny de Ruig (Gesang, Tanz)
- Joachim von Grumbkow (Cello, Querflöte, Gitarre, Keyboard)
- Christian von Grumbkow (Gitarre)
- Christoph Noppeney (Viola, Gitarre)
- Peter Käseberg (Bass)
- Michael Bruchmann (Schlagzeug und Perkussion)

Die zunächst deutschen Texte der Gruppe schrieben hauptsächlich Christian von Grumbkow und Peter Käseberg, beeinflusst durch die Arbeiten des Dichters und Namenspatrons Friedrich Hölderlin. Das erste Album „Hölderlins Traum“ wurde ab Januar 1972 unter der Leitung von Dieter Dierks für Rolf-Ulrich Kaisers Label Ohr eingespielt und erschien noch im selben Jahr auf dessen Sublabel Pilz. Durch Auftritte und Interviews bei vielen deutschen Radiosendern wurde Hoelderlin bekannt und auch von der Kritik gewürdigt. Die Band arbeitete mit Texten von Bert Brecht, Erich Fried und H.C. Artmann und spielte binnen eines Jahres über 80 Konzerte.
Ende 1973 verabschiedete sich Nanny de Ruig, die Lebensgefährtin von Christian von Grumbkow, wegen Schwangerschaft von der Bühne. Der Klang der Gruppe, der schon im Verlauf der Konzerte 1973 immer rockiger geworden war, änderte sich durch die fehlende Sängerin während der zahlreichen weiteren Konzerte 1974 stetig weiter, wobei Improvisationen im Stil des progressiven Rocks großen Raum einnahmen. Aufgrund inhaltlicher Differenzen mit Rolf-Ulrich Kaiser wurde allerdings kein neues Album produziert und der Vertrag mit Ohr schließlich im Oktober 1974 ganz aufgekündigt.
Nach dem Wechsel zum Label Intercord (Spiegelei) wurde 1975 das Album „Hoelderlin“ veröffentlicht, dessen ursprünglich teils deutsche Texte auf Druck der Plattenfirma komplett in Englisch eingespielt wurden. Die Produktion übernahm Conny Plank. Aufgrund musikalischer Differenzen verließ Peter Käseberg 1975 die Band und wurde durch Hans Maahn ersetzt. Die Band spielte auch in diesem Jahr über 80 Konzerte, teils als Sextett mit Saxophonist Büdi Siebert. In dieser Besetzung folgte 1976 abermals unter Tonregie von Conny Plank und Produktion von Karl-Heinz Borchert das Konzeptalbum „Clowns & Clouds“. 1977 spielte Hoelderlin auch als Begleitband auf dem Debütalbum von Ina Deter und auf Festivals mit den Scorpions und Guru Guru.
Im Sommer 1977 zog sich Christian von Grumbkow als aktiver Musiker aus der Band zurück, wirkte aber weiter als Autor und Vordenker für die optische Gestaltung mit. Für ihn kam der spanische Gitarrist Pablo Weeber, mit dem die LP Rare Birds eingespielt wurde. Bei den Livekonzerten arbeitete die Band stärker mit visuellen Effekten, Projektionen und Kostümen. Der Stil hatte sich zum Progressive Rock weiterentwickelt. Bei einigen der knapp 60 Konzerte der Herbsttournee wurden Aufnahmen für ein Live-Album gemacht, das 1978 unter dem Titel Traumstadt als Doppel-LP erschien. Die Platte verkaufte sich mit 30.000 Stück in 6 Monaten deutlich besser als die vorhergegangenen und wurde von den Lesern von Sounds zu einem der drei besten Alben des Jahres gewählt.
Für Pablo Weeber kam jedoch im Frühjahr 1978 bereits Thomas Lohr an der Gitarre und die Gruppe absolvierte zwei Tourneen im Frühjahr und Herbst, anschließend verließen Christoph Noppeney und Michael Bruchmann die Band, um sich ihren Berufen zu widmen. Als neue Mitglieder kamen Rüdiger Elze (Gitarre) und Eduard Schicke (Schlagzeug, Ex-Schicke Führs Fröhling). Wieder bei Conny Plank entstand mit Kompositionen von Christian von Grumbkow, Christoph Noppeney und Hans Bäär 1979 das Album „New Faces“. Nach Erscheinen ihres bisher letzten Albums Fata Morgana löste sich Hoelderlin 1982 auf.
Joachim von Grumbkow verstarb Ende 1990. Im Februar 2005 veröffentlichte die EMI/Capitol Records das Live-Album Traumstadt als digital remasterte Version mit zwei bisher nicht veröffentlichten Bonustracks: Before you lay Down und Traum.
Seit Herbst 2005 tritt eine neue Hoelderlin-Formation mit den Original-Mitgliedern Hans Bäär und Michael Bruchmann wieder live auf. Eines der Konzerte wurde im Rahmen der Reihe WDR Rockpalast im Dezember 2005 vom Westdeutschen Rundfunk aufgezeichnet. Im Juli 2006 spielte Hoelderlin auf dem Burg Herzberg Festival vor 10.000 Konzertbesuchern. Die Band arbeitete von Juni bis Dezember 2006 zusammen mit Toningenieur und Co-Producer Dieter Krauthausen in Köln an einem neuen Studioalbum mit dem Titel 8.
Am 2. Februar 2007 erschienen bei EMI einige alte Hoelderlin-Alben (Hoelderlin, Clowns and Clouds, Rare Bird, New Faces und Fata Morgana) als digital remasterte Versionen mit Bonustracks sowie einem aufwendigen Artwork mit bisher unveröffentlichten Fotos aus der ursprünglichen Produktionszeit der jeweiligen Alben. Am 9. März 2007 wurde das neue Studioalbum der Band mit dem Titel 8 bei EMI/Odeon veröffentlicht.

## Besetzungen
- Nanny de Ruig – Gesang (bis 1973)
- Christian von Grumbkow – Gitarre (bis 1977)
- Joachim von Grumbkow – Cello, Querflöte, Gitarre, Keyboards, Gesang (bis 1981)
- Christoph Noppeney – Viola, Gitarre, Keyboards, Gesang (bis 1978)
- Peter Käseberg – Bass, Gesang (bis 1975)
- Joachim Käseberg – Gitarre, Live-Sound (1972–1981)
- Michael Bruchmann – Schlagzeug, Perkussion (1971–1978)
- Hans Maahn – Bass, Gitarre, Gesang  (1975–1981)
- Pablo Weeber – Gitarre, Gesang (1977–1978)
- Thomas Lohr – Gitarre (1977–1978/1980–1981)
- Ede Schicke – Schlagzeug (1979–1981)
- Rüdiger Elze – Gitarre (1979)
- Bernd König – Gesang (1979–1981)
- Dirk Schilling – Gitarre (2005–2006)

Aktuelle Besetzung ab 2005:
- Ann-Yi Eötvös – Gesang, Violine
- Andreas Hirschmann – Keyboard, Gesang
- Hans Maahn – Bass, Gitarre, Gesang
- Michael Bruchmann – Schlagzeug, Perkussion

## Diskografie
- Hölderlins Traum (1972)
- Hoelderlin (1975)
- Clowns and Clouds (1976)
- Rare Birds (1977)
- Hoelderlin Live – Traumstadt (1978/79)
- New Faces (1979)
- Fata Morgana (1981)
- 8 (2007)
- Hoelderlin - Live At Rockpalast 2005 (2021)